# Giuseppe Prinzi

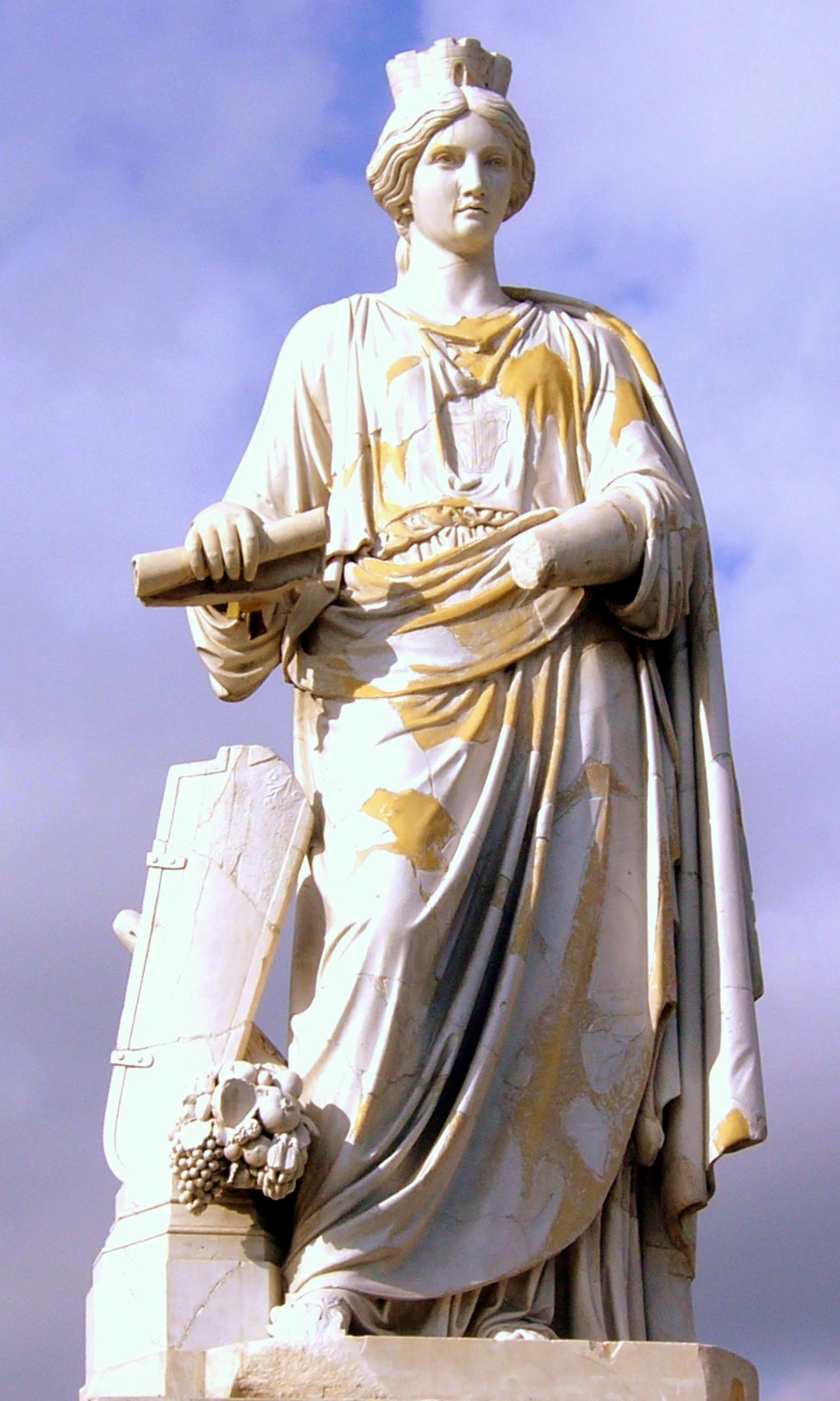
Jedna z rzeźb Prinziego znajdująca się w Mesynie

Giuseppe Prinzi (ur. 11 września 1825 w Mesynie, zm. 6 lipca 1895 w Frascati) – włoski rzeźbiarz. Był absolwentem Akademii Świętego Łukasza w Rzymie. Posągi jego autorstwa znajdują się w wielu miastach we Włoszech, w tym w Rzymie, Neapolu i Mesynie, jego rodzinnym mieście.